# Amt Hamm
Das Amt Hamm war bis 1753  eine untere Verwaltungseinheit in der Stadt Hamm und in den angegliederten Kirchspielen. Danach wurde im Wege einer Verwaltungsreform in der Grafschaft Mark die Kreisverfassung eingeführt.

## Beschreibung
Das genaue Gründungsdatum des Amtes Hamm ist heute nicht mehr bekannt. Allerdings muss das Amt Hamm bereits kurz nach der Stadtgründung im Jahr 1226 ins Leben gerufen worden sein. Schon für das Jahr 1249 ist ein Amtmann namentlich bekannt. Außerdem ist noch einer seiner Vorgänger mit Namen belegt. Dieser lässt sich allerdings keinem konkreten Jahr mehr zuordnen. Der Amtmann, der im Mittelalter auch Gogreve (Gaugraf) und seit dem 16. Jahrhundert meist Drost oder auch Droste genannt wurde, war der Amtsvorsteher. Nach einer Ernennungsurkunde aus vom 24. Juli 1445 oblag es ihm, in dem Amte keine Fehden zu machen ohne Befehl und Willen des Landesherren. Insbesondere sollte er das Amt umreiten, beschützen, verteidigen und die landesherrlichen Rechte treulich hüten und wahren, auch in dem Amte jedermann Gericht und Recht widerfahren und geschehen zu lassen nach Findung der Gerichtsleute und des Gerichtes. Dem Amtmann waren ein Rentmeister und ein Richter zur Seite gestellt. Ihm oblag auch die Überwachung des Verkehrs. So hatte er zum Beispiel sicherzustellen, dass Ein- und Ausfuhrverbote auf Waren eingehalten wurden. Es war der Landbevölkerung nicht erlaubt, Waren und Dienstleistungen außerhalb der Stadt Hamm anzubieten oder einzukaufen. Auf diese Weise wurde sichergestellt, dass sich dort eine hinreichend große wehrfähige Bevölkerung zur Unterhandlung und Verteidigung der landesherrlichen Feste ansiedelte. Zu diesem Zweck, aber auch, um die Bevölkerung vor Überfällen zu schützen, war das Amt Hamm mit einer Landwehr umgeben. Nach dieser Landwehr, die man auch als Landfeste bezeichnete, wurde das Amt Hamm auch das Fest bzw. Vest genannt, oder, weil es zugleich auch einen Gerichtsbezirk umfasste, das Gericht Hamm.

## Städte im Amtsgebiet
- Stadt Hamm.

## Gerichte
- Gericht Hamm.
- Gericht Haaren-Uentrop.

## Kirchspiele und Bauerschaften
- Kirchspiel Mark, Bauerschaften Mark, Braam, Ostwennemar, Werries.
- Kirchspiel Berge, Bauerschaft Berge.
- Kirchspiel Bönen, Bauerschaften Bönen, Altenbönen,  Lütgenbönen,  Nordbögge,  Osterbönen,  Westerbönen, Weetfeld.
- Kirchspiel Rhynern, Dorfbauerschaft, Bürenbauerschaft, Bauerschaften Freiske, Süddinker, Osttünnen, Westtünnen, Wambeln; Sönnern (zum kölnischen Kirchspiel Büderich).
- Kirchspiel Herringen, Bauerschaften  Herringen, Heil, Rünthe, Sandbochum, Wiescherbauerschaft.
- Kirchspiel Hilbeck, Bauerschaften Osthilbeck, Westhilbeck, Pentling, Pröbsting, Brünningsen.
- Kirchspiel Flierich, Bauerschaften Osterflierich (mit den Siedlungen Kump, Opsen, Pedinghausen), Mittelflierich, Westerflierich (mit Bramey und Lenningsen), die Kapelle zu Drechen mit dem Schulzenhof und einigen Häusern.
- Kirchspiel Pelkum, Bauerschaft Pelkum.

## Landesherrliche Burgen
- Burg Mark.
- Burg Hilbeck.
- Stadtburg Hamm.

## Adelige Häuser
1. Haus Bögge
2. Haus Binkhof
3. Haus Kettinghausen
4. Haus Bidinkhof
5. Haus Haringhof
6. Haus Lohausen (Hamm)
7. Haus Nordherringen
8. Haus Rünthe
9. Haus Stockum (Werne)
10. Haus Hilbeck
11. Haus Brüggen
12. Haus Edinghausen
13. Haus Mundloh
14. Haus Northof
15. Haus Niederwerries
16. Haus Heidhof
17. Haus Caldenhof
18. Haus Braam
19. Haus Gröneberg
20. Haus Hohenover
21. Haus Heidemühle (aus dem Gericht Haaren)
22. Haus Haaren (aus dem Gericht Haaren)
23. Haus Uentrop (aus dem Gericht Haaren)
24. Haus Fockeburg
25. Haus Hohenholz (aus dem Gericht Haaren)
26. Haus Vogelhaus (aus dem Gericht Haaren)

## Landesherrliche Mühlen
Zwei landesherrliche Mühlen bei Hamm auf der Lippe.

## Klöster
1. Kloster Kentrop, gegründet von Graf Engelbert I. von der Mark.
2. Observantenkloster zu Hamm
3. Franziskanerfrauenkloster zu Rhynern, gegründet 1478.

## Amtsmänner/Drosten des Amtes Hamm
- Johan von Andopen[2]
- (belegt 1249): Bernd Bitter von Hemmerde[2]
- 25. März 1258  Gerhard Vilhavere, iudex in Hammone, 1275 Ritter
- (belegt 1296): Rötger von Altena[2]
- (belegt 1301): Bertolt von Tünen, officitatus und Richter zu Hamm[2]
- 1320–1324 Ritter Johannes dictus Klot, officiatus und Richter zu Hamm
- 22. November 1336: Gerlach von Sunneren, Gogreve zu Hamm
- 1346 Lambert von Vorshem, tho der tyd ein ammetmann tho dem Hamme
- (belegt 1353): Gert von Plettenberg[2]
- 1380 Johann von Berge, Richter unter dem Gografen Rolef Volenspit, 1381 Richter und Gografen
- 1380 JohannSchulte zu Berge, Amtmann und Richter zu Hamm
- 1390 Gerlach von Sunneren, Gograf u. Richter zu Hamm
- 1392 Walter von Herincgen, Gogreve u. Richter zu Hamm
- 1398 Gerlach von Sunneren, Gogreve u. Richter zu Hamm
- (belegt 1425): Conrad Kettler[2]
- (belegt 1445): Gert Knipping[2]
- (belegt 1448): Victor Knipping[2]
- (belegt 1448): Goswin Steck[2]
- (belegt 1469): Heinrich Knippinck zu Lohaus und Stockum[2]
- (belegt 1474–1528): Heinrich Knippinck zu Lohaus und Stockum
- 1498 – (belegt 1505): Dietrich Vollenspit
- (belegt 1523): Heinrich Knipping[2]
- (belegt 1525): Arnold von Thulen[2]
- 1528–1555: Evert von der Recke zu Uentrop (auch: Eberhard von der Recke); Schwiegersohn Hermanns von Ascheberg, Amtmann zu Hamm, zu Haus Mark und Uentrop (nicht Drost von Lünen) ⚭ N. von Ascheberg, Tochter Hermanns,[2] für 1550; dort als „Evert von der Mark“.
- 1555–1573: Victor Knippinck zu Lohaus und Stockum
- (belegt 1574–1584): Dietrich Knippinck zu Lohaus und Stockum[2]
- (belegt 1598–1607): Johann von Hugenpoth[2]
- (belegt 1610): Adolf Lutter von Hoete[2]
- 1616 Ludolf Lutter von Hoete zu Bögge (1602–33, Sohn des 1616 † Rtmtrs. Georg von Hoete), Droste zu Hamm ⚭ Arnolda von Thülen
- (belegt 1619–1634): Ludolf Lutter von Hoete zu Bögge[3]
- (belegt 1634): Johan von der Mark[2]
- (belegt 1635–1651): Johann bzw. Johan von der Mark, Droste zu Hamm, Villigst und Schwelm (1662 †) ⚭ Klara von Ascheberg, Schwelm und Villigst (1662 Wwe.)
- (belegt 1652–1661): Alexander von Spaen[4]
- (belegt 1656) Walrav von Span[2]
- (belegt 1656) Dietrich von Hugenpoth[2]
- vor 1672: Elbert von der Heyden gen. Rynsch zu Caldenhof[5]; Sohn Dietrich Johann von der Heyden gen. Rynsch (1666–1729) war Königl. Preuß. Generalmajor von der Infanterie, Gouverneur zu Küstrin und Drost zu Rahden.
- 1673 Dietrich von der Recke zu Heeren, Interim-Amtsverwalter zu Hamm.
- vor 1679: Dietrich von der Reck zu Haaren und Mundloh[6]
- (belegt 1678–1726): Bernhard Walter von der Heyden gen. Rynsch zu Caldenhof (a.A: Ebbert bzw. Elbert von der Heiden gt. Rinsch zu Kaldenhof), Droste zu Hamm ⚭ Kath. von Spaen[2] unter dem Namen Elbert für 1680.
- vor 1740: Johann Matthias Reinhard von der Reck zu Haaren und Mundloh[7][2], hier genannt als Adjutant des Elbert von der Heiden 1680.
- vor 1745: von Knefebeck, vertreten durch Friedrich Freiherr von der Reck zu Uentrop.
- vor 1745: v. Bredow

## Richter
Dem Richter oblag nicht nur die Gerichtsbarkeit im Gericht Hamm, er war in der Regel gleichzeitig Landsetzer. Dieser hatte die Aufgabe, die Landwehren zu betreuen, sie in gutem Zustand zu halten und die Landstraßen nebst den darauf wachsenden Gehölzen ausbessern zu lassen.
- 1364: Rötger von Galen zu Vellinghausen Gowgreve
- 1382: Johan von dem Berge
- 1386: Lubbert Loringhoff oder Lürlinck Gowgreve
- 1387: Herman Pentling
- 1389: Diederich von Anteloy
- 1392: Melchior von Heringen
- 1396: Gerlach von Sümmern
- 1396: Ahasverus Müddepennick Gowgreve zum Hamm und Richter zu Rinern
- 1401: Arnold von der Becke
- Lambert von dem Hoffe[8]
- 1413: Lambert Mostert
- 1416: Gert von Brüninghaus
- 1421: Ahasver von dem Busche
- 1423: Herman von Pentling
- 1428: Lüdeke de Rüter
- 1433: Johan Maes
- 1439: Meinhard Lappe
- 1444: Lübbert von Boenen
- 1454: Herman von Lemgow, war zugleich Renteimeister
- 1464–1485: Diederich dey Heldt
- 1485: Evert Oberkamp
- 1500: Gobel van Drechen
- 1528: Gobel Dietzen
- 1539: Herman Wilstake, war zugleich Renteimeister
- 1571: Christoph Asbeck
- 1590: Arnold Langenschede
- Reiner Neuhaus
- 1622–1630: Diederich Richelmann[9]
- Johan Motzfeld
- 1636: Gottfrid Motzfeld
- 1646: Herman Niedermann
- 1658: Henrich Motzfeld[10]
- Johan Lennich, war fünf Jahre lang Richter, Vorgänger von:
- Johan Motzfeld, Sohn Henrichs[11]
- 1695: Johan Peter van Acken
- Johan Otto Clöber, Königlicher Justizrat
- 1721: Johan Evert Wortmann, Königlicher Hofrat[12]
- 1753: Rademacher, Königlicher Justizrat und Richter zu Hemer, wurde 1753 Landrichter zu Hamm.

## Zuschnitt des Amtes Hamm nach dem Schatzbuch der Grafschaft Mark von 1486

### Kirchspiele und Bauerschaften

#### Kirchspiel Bönen (Kerpell van Boenen)
- Osterbönen (Ostryck)
- Westerbönen (Westryck)
- Bönen (Boenen)
- Altenbögge (Aldenbogge)
- Nordbögge (Nortboegge)
- Weetfeld (Weytfelde)
- Heil und Rünthe (Herringe, Heyl ind Ronten)
- Sandbochum (Sandboickem)
- Herringen (Heringen)
- Wiescherhöfen (Wyesch)
- Pelkum (Pelkem)

#### Haaren (Buyrschap van Horne in dat Kerspell van Untorp)
- Schmehausen (Smedehuysen)
- Üntrop (Buyrschap van Untorp)
- Drechen (Drechen)
- Berge (Berghen)
- Rhynern (Rynern)
- Westtünnen (Westunne)
- Osttünnen (Oistunne)
- Süddinker (Suytdinckeren)
- Wambeln (Wanneball)
- Allen (Alleren)
- Freiske (Vryesick)

#### Kerspell van Vlerick
- Flierich, Lenningsen (Mydellbuyrschap)
- Bramey (Westerbuyrschap)
- Osterflierich (Oisterbuyrschap)
- Hilbeck (Kerspell van Hylbeke)

#### Kerspell van der Marcke
- Werries (in die Buyrschap van Weries)
- Mark (Buyrschap Marke)
- Ostwennemar, Braam (Oistwenemer)
- Norddinker (Nortdinckeren)
- Frielinghausen (Vrylinckhuysen)